# باشگاه ورزشی اهلی سداب
باشگاه اهلی سداب یک باشگاه ورزشی عمانی مستقر در دارسعیت، در ولایت مطرح، عمان است. این باشگاه در حال حاضر در لیگ دسته اول عمان، سطح دوم اتحادیه فوتبال عمان، بازی می‌کند. زمین خانگی آنها مجموعه ورزشی سلطان قابوس است، اما آنها ورزشگاه قدیمی‌تر پلیس سلطنتی عمان را نیز به عنوان زمین خانگی خود می‌شناسند. هر دو ورزشگاه متعلق به دولت هستند، اما آنها همچنین ورزشگاه‌ها و تجهیزات ورزشی شخصی و همچنین امکانات تمرینی خود را دارند.

## افتخارات
- لیگ عمان (۱)
- جام سلطان قابوس (۵)
- لیگ دسته اول عمان (۱)